# Holzhammer (Schnaittenbach)
Holzhammer ist ein Gemeindeteil der Stadt Schnaittenbach im Landkreis Amberg-Sulzbach in der Oberpfalz in Bayern.

## Herkunft des Namens
Ursprünglich trug das Dorf Holzhammer den Namen Holzmühle. Holz steht in der Oberpfälzer Mundart unter anderem auch für den Begriff Wald. Deshalb kann der Name Holzmühle als Mühle am Wald interpretiert werden. Den Namen Holzhammer erhielt die Ortschaft erst, als im Jahre 1366 Pfalzgraf Rupprecht der Ältere Friedrich dem Kastner zum Rosenberg das Recht zur Errichtung eines Eisenhammers bei der erwähnten Mühle, die sich in seinem Besitz befand, erteilte.
1366 wurde Holzhammer als „Holzmühl“ erwähnt. Auch 1387 wurde noch ein „Hammermeister Herrmann Holder von der Holzmühl“ genannt. 1492 wurde die Ortschaft als „Holtzhamer“, 1792 als „Holzhamer“ und 1877 schließlich als „Holzhammer“ bezeichnet.

## Geographie

Lage der Gemarkung Holzhammer im Gemeindegebiet der Stadt Schnaittenbach

Die Gemarkung Holzhammer und der  Ort Holzhammer liegen im nordöstlichen Gemeindegebiet der Stadt Schnaittenbach.

## Geschichte
Wann und wie der Ort Holzhammer entstanden ist, lässt sich nicht mehr feststellen. Der Ehenbach teilte ursprünglich Holzhammer in zwei Ortshälften, die zwei verschiedenen Landkreisen angehörten (Amberg und Neustadt an der Waldnaab). Die südliche Hälfte (Gut Holzhammer, Kreis Amberg) dürfte als Ausgangspunkt für die spätere Siedlung (Dorf Holzhammer, Kreis Neustadt) anzunehmen sein. Dort befand sich ursprünglich eine Mühle. 1366 erhielt Friedrich der Kastner zum Rosenberg von Pfalzgraf Rupprecht der Ältere das Recht zur Errichtung eines Eisenhammers bei der erwähnten Mühle, die sich in seinem Besitz befand. Um 1853 wurde Holzhammer zum Gut erklärt. Im 17. Jahrhundert fand ein mehrfacher Besitzerwechsel auf dem Gut statt. Ab etwa dieser Zeit wurde das Schloss barockisiert und die Kapelle angebaut.
Nach einem großen Brand am 21. Juli 1823 wurde Holzhammer als Reihendorf wieder aufgebaut. Zuvor hatte es die Struktur eines Haufendorfs.
Das Ehenbachtal wurde immer wieder von schweren Überschwemmungen heimgesucht, bei denen auch die Häuser in Holzhammer in Mitleidenschaft gezogen wurden. Nach einer schlimmen Überschwemmung im Jahr 1927 wurde der Ehenbach in den Jahren 1927 bis 1929 begradigt.
Am 1. Juli 1972 wurde die Gemeinde Holzhammer in die Stadt Schnaittenbach eingegliedert.
2006 erreichte Holzhammer eine Bronzemedaille beim Bezirksentscheid beim Wettbewerb Unser Dorf hat Zukunft.

### Einwohnerentwicklung
Um 1800 bestand Holzhammer aus 20 Häusern und hatte 106 Einwohner.

## Kultur und Sehenswürdigkeiten

### Bauwerke

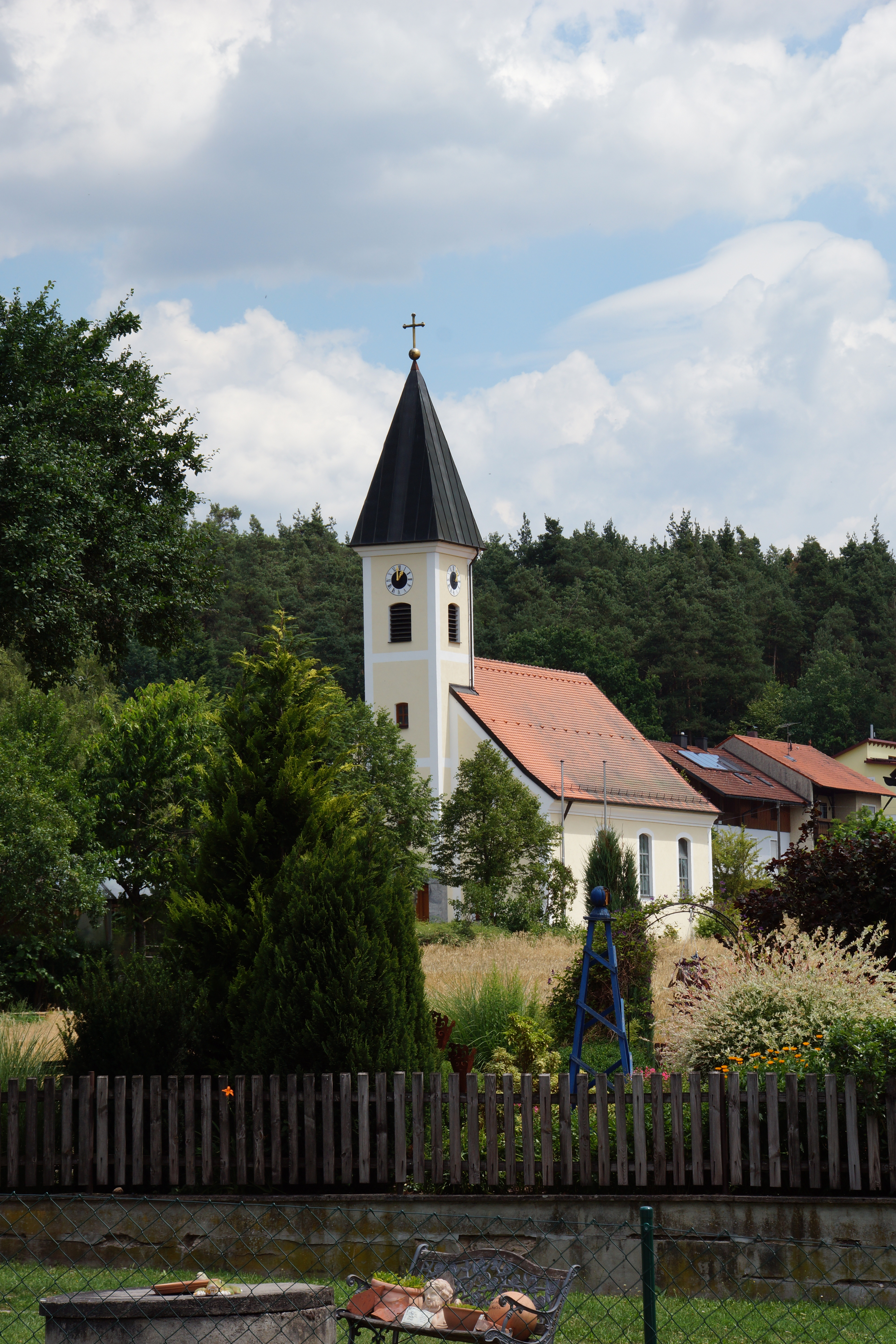
Filialkirche St. Wolfgang

#### Dorfkirche St. Wolfgang
In der Eisenstraße befindet sich die größtenteils in ehrenamtlichen Arbeitsstunden errichtete Dorfkirche St. Wolfgang. Am Pfingstsonntag, 22. Mai 1994, wurde der Grundstein für die Holzhammerer Kirche gelegt, am 23. Oktober 1994 wurde die Kirche durch Prälat Josef Kett aus Regensburg feierlich geweiht.

## Wirtschaft und Infrastruktur

### Bildung
1861 beschlossen die Mitglieder der Gemeinde Holzhammer den Bau eines Schulhauses, 1870 ordnete die königliche Regierung die Errichtung einer Schule in Holzhammer für die Orte Holzhammer und Neuersdorf an.
1871 wurde der Bau des Schulhauses abgeschlossen. Die eingeschulten Orte Holzhammer und Neuersdorf wurden von einem Schulverweser betreut. Zu seinem Einkommen in Höhe von 630 Mark bezog er noch von der Gemeinde neun Ster Holz 1. Klasse für Beheizung und Reinigung des Schullokals sowie 70 Mark für seine Tätigkeit als Gemeindeschreiber.
Seit 1840 wirkten in Holzhammer Lehrer Paul Erdmann, Georg Wutz (1871), Michael Tyroller (1875), Sebastian Kobl (1884), Michael Graf (1889), Georg Traesch (1903). Über Jahrzehnte wurde die Volksschule Holzhammer von Schulleiter Oberlehrer Otto Koller geprägt. Seit 1943 Schulleiter, wurde er 1966 in den Ruhestand versetzt. Auf Koller folgte Erwin Gerner als Schulleiter. Seine Aufgabe war es, mit Ende des Schuljahres 1968/69 die Schule in Holzhammer aufzulösen. Gerner wurde an die Volksschule Schnaittenbach versetzt.
Seit dem Schuljahr 1969/70 gehen die Kinder aus Holzhammer in die Volksschule Schnaittenbach.

### Verkehr
Holzhammer liegt an der Kreisstraße AS 32 zwischen der Bundesstraße 14 und Neuersdorf. Von Schnaittenbach erreicht man Holzhammer über die Bundesstraße 14 und die Kreisstraße AS 32 nach 6 km.
An den öffentlichen Nahverkehr ist Holzhammer über drei Buslinien angebunden. Dabei handelt es sich um die Linie 44 der RBO zwischen Neuersdorf und Nabburg über Schnaittenbach (VGN-Linie 444), um die Line 55 der RBO zwischen Weiden in der Oberpfalz und Amberg (VGN-Linie 455) und um die Linie 74 der RBO zwischen Götzendorf oder Mertenberg und Schnaittenbach.
Die nächstgelegenen Bahnhöfe befinden sich in Wernberg-Köblitz (11 km), Nabburg (19 km) und in Amberg (28 km).